# Harry Borrer Kirk
Aquest autor és citat en taxonomia animal amb el nom «Kirk».
Harry Borrer Kirk (Coventry, 9 de març de 1859 – Hamilton, 15 juliol de 1948) fou un inspector escolar, biòleg i professor universitari de Nova Zelanda.
La família de Harry Borrer Kirk va arribar a Auckland el 1859, quan el pare, el botànic Thomas Kirk va ser contractat per la Universitat de Wellington. Harry va estudiar a la Universitat de Nova Zelanda. En acabar els estudis va treballar al Departament d'Educació de Nova Zelanda com a empleat i més tard com a inspector de les escoles natives per a nens i nenes maoris. Aquesta feina d'inspector li va permetre viatjar per tot el país i recollir espècimens botànics durant gairebé dues dècades.
El 1903 Kirk va aconseguir una plaça de biologia al Victòria College de Wellington —posteriorment, Universitat de Victòria— i des d'aleshores, pràcticament, va dedicar la resta de la seva vida a la universitat. Kirk va descriure i nomenar diversos taxons, com ara Lamontia zona (Kirk, 1985), una espècie d'esponja calcària característica de l'estret de Cook, a Nova Zelanda.
Kirk va morir a l'hospital de Waikato a Hamilton a causa d'una fractura de cama que no es va guarir correctament. En record seu, dos edificis de la Universitat de Victoria de Wellington van ser anomenats Kirk Building i Old Kirk Building.